# Coccinelle (инструмент разработки)
Coccinelle (фр. божья коровка) — инструмент с открытым исходным кодом, предназначенный для преобразования исходного кода программ написанных на языке программирования Си. 

## Использование
Coccinelle изначально использовалась для разработки ядра Линукс, помогая разработчикам вносить изменения в программные интерфейсы библиотек, например переименовывая функции, и организовывая структуры данных. 
Также может использоватся для нахождения некорректных паттернов в коде (например, возможное разыменовывание NULL указателя), без его преобразования. Роль Coccinelle в разработке схожа с инструментами статического анализа.
Поддержку Coccinelle осуществляет IRILL. Разработка программы финансируется Agence Nationale de la Recherche (Франция), Датским Научным Советом по Технологиям и Производственным Наукам, а также INRIA.
Исходный код программы распространяется под открытой лицензией GPLv2.0.

## Semantic Patch Language
Исходный код подлежащий сопоставлению или замене описывается с помощью синтаксиса "семантических патчей", основаном на синтаксисе утилиты patch.

### Пример
В данном примере, Coccinelle ищет вызовы функции usb_submit_urb, и добавляет аргументы GFP_ATOMIC и GFP_KERNEL. Если функция была вызвана между вызовами spin_lock_irqsave и spin_lock_irqrestore (критическая секция кода, прерывания выключены), добавляется аргумент GFP_ATOMIC, иначе добавляется аргумент GFP_KERNEL.
```
@@

expression lock, flags;
expression urb;

@@

 
spin_lock_irqsave(lock, flags);

 
<...

- usb_submit_urb(urb)

+ usb_submit_urb(urb, GFP_ATOMIC)

 
...>

 
spin_unlock_irqrestore(lock, flags);

@@

expression urb;

@@

- usb_submit_urb(urb)

+ usb_submit_urb(urb, GFP_KERNEL)

```